# Alkemija
Alkemija je drevna vještina preobrazbe neplemenitih metala u plemenite, te težnja za pronalaskom Kamena mudraca odnosno potraga za životnim eliksirom. Razlikujemo aleksandrijsku protokemiju, arapsku alkemiju te europsku duhovnu alkemiju, iako je ovo umijeće za gotovo sve alkemičare imalo i duboko mistično značenje.
Alkemija se od davnine prakticirala u Egiptu, Mezopotamiji, Indiji, na Dalekom Istoku kao i u Europi od antike sve do suvremenog doba, do uspostave današnje kemije.

## Etimologija
Naziv je došao u Europu u 13. stoljeću prilikom prevođenja arapskog naziva  al-kimia (الكيمياء) na latinski. Engleski prevoditelj nije znao prevesti arapski određeni član  al, te ga je ostavio u izvorniku. Tako je u europsku kulturu ušao oblik alkemija. Arapski oblik kimia potječe pak od starogrčkog χυμεία hymeia, u značenju 'mješavina', koju je, kao naziv za umijeće pretvorbe metala, prvi upotrijebio Zosim iz Panopolisa (o.350.-o.420.) oko 400. godine. Postoji i mišljenje da izraz hymeia, odnosno kimya proizlazi iz riječi Kem ("crna zemlja"), imena kojim se u antici nazivao Egipat.
Vještinu pretvorbe metala, Zosim je imenovao prema, navodnom mudracu i proroku Khemesu, začetniku alkemije o kojem se do danas nije mnogo saznalo. Zosim ga navodi kao velikog mudraca i utemeljitelja alkemije.

## Cilj alkemije
Alkemija se izučavala ujedno kao teorijsko umijeće i kao praktična vještina. Glavni ciljevi alkemijskog izučavanja bili su otkrivanje kamena mudraca, odnosno proces transmutacije metala, što je bilo "Veliko djelo" (Magnum opus) u užem smislu, i univerzalnu medicinu.
Alkemičari su vjerovali kako postoji način pretvorbe bilo koje vrste metala u zlato, uz pomoć kamena mudraca. Pretvaranjem kamena mudraca u tekućinu, trebao se dobiti eliksir života koji je trebao onome tko ga posjeduje omogućiti dugovječnost.

## Magnum opus
"Veliko djelo" je glavni dio praktične alkemije, simbolizirano "solarnim stablom", pomoću kojeg se trebao dobiti Kamen crvene boje koji je omogućavao izvođenje transmutacije metala u zlato.

## Povijest

### Stari i helenistički Egipat
Ovo mistično učenje potječe iz drevnog egipatskog teksta Tabula Smaragdina. Alkemičari su vjerovali da ga je napisao Hermes Trismegistos (Hermes tri puta najveći), što je grčki naziv za egipatskog boga Thotha, boga pisma i mudrosti. Tabula Smaragdina je tekst magijskog karaktera, koji opisuje postupak priprave supstance Kamen mudraca. Ovaj tekst su tijekom mnogo stoljeća alkemičari pokušavali dešifrirati i odgonetnuti njegovu tajnu.
Protokemija se u početku razvijala u Egiptu, gdje se razvijaju prve kemijske aparature. Zlatno doba aleksandrijske alkemije traje od kraja 3. do početka 5. stoljeća. Najslavniji grčki alkemičar bio je Zosim iz Panopolisa, koji je živio u Aleksandriji. Napisao je velik broj djela od kojih su mnoga sačuvana. Iz tog vremena značajna je Marija Židovka (Marija Aleksandrijska), koja je izmislila vodenu kupelj (kerotakis), koja se još danas zove po njoj, a Kleopatra Koptska, imenjakinja egipatske kraljice, izmislila je destilacijsku aparaturu.
U helenističkom razdoblju alkemijsko znanje se, zajedno s ostalim znanjem pohranjuje u Aleksandrijskoj biblioteci. Dio tog znanja će biti spašen od uništenja aleksandrijske biblioteke i odnesen na područje bliskog istoka, gdje će ga preuzeti Arapi i dalje razvijati.

### Arapska alkemija
Za vrijeme dinastije Abasida, u 9. stoljeću, Arapi su osnovali akademiju znanosti u Bagdadu, gdje su antička djela prevođena s grčkog na arapski i tako sačuvana za buduće naraštaje. Među tim djelima bilo je i alkemijskih, a koliko je važan arapski doprinos razvoju alkemije i kemije, svjedoće riječi koje su ušle u univerzalnu uporabu: alkemija, alkohol, eliksir.
Najznačajniji arapski alkemičari bili su Džābir ibn Hayyān, u Europi poznat kao Geber (o.750.-o.815.) i al-Razi (865. – 925.). Najpoznatije Geberove djelo je Summa perfectionis magisterii.

### Europska alkemija
Tijekom 12. stoljeća, u Europu su preko Bliskog Istoka i Španjolske, dospjeli arapski filozofski i mistični tekstovi koji su Europljanima nanovo otkrili Aristotelovu filozofiju, ali i djela arapskih učenjaka (Avicena (980. – 1036.) i Averroes).
Do 15. stoljeća alkemijom su se bavili čarobnjaci, magovi i najučeniji ljudi. U njenoj se osnovi vjerovalo da je moguće načiniti Kamen mudraca, pomoću kojeg bi se obične kovine pretvarale u zlato i spravio eliksir života i vječne mladosti (što nema nikakve veze s današnjim konceptom besmrtnosti i materijalizma). Zahvaljujući alkemijskim istraživanjima, došlo se do mnogih kemijskih otkrića.
Principi alkemije se mogu sažeti: Iz jednog sve, iz svega jedno, u jednom je sve. Jedan od simbola alkemije je Urobor: zmija koja jede svoj rep.

## Alkemija u Hrvatskoj
U Hrvatskoj, najpoznatija alkemičarka je bila Barbara Celjska, u narodu poznatija kao Crna kraljica. U svoje vrijeme je bila poznata po svojim alkemičarskim vještinama, pa o njoj piše i sam Paracelsus. Za nju se, između ostaloga, pričalo da u podrumu svoga imanja ima tajni laboratorij u kojem je proizvodila zlato, a za tajnu proizvodnje zlata svoju dušu je prodala vragu.
Na području današnje Hrvatske alkemijom su se bavili i Pietro Bono, Daniel Istranin kao i splitski patricij Matija Alberti Matulić.

## Vanjske poveznice
- Web site o alkemiji (engl.)